# Heniochus pleurotaenia

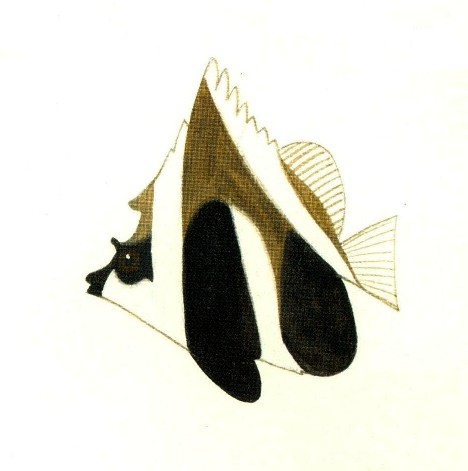
Ilustración de Heniochus pleurotaenia.

El pez estandarte fantasma (Heniochus pleurotaenia) es un pez marino, de la familia de los Chaetodontidae.
Su nombre común es pez estandarte fantasma, o pez estandarte del Índico.

## Morfología
Las especies del género Heniochus, presentan parte de su aleta dorsal en forma de largo filamento, que puede llegar a medir incluso más que el propio animal. En el caso de H. pleurotaenia es notablemente más corta que en la mayoría de especies del género. Características distintivas son, el mayor tamaño de las espinas de la aleta dorsal, contiguas a la primera, o "estandarte", y el que la segunda y tercera bandas que cruzan su cuerpo, pierden el tono oscuro a partir de la mitad, pasando a un tono marrón notablemente más claro.
Su cuerpo, está decorado con tres franjas marrón oscuro sobre fondo blanco, y tonalidades amarillas en el resto de la aleta dorsal y caudal, las aletas pelvianas son negras. La primera de las franjas, se extiende desde la parte superior de la cabeza, atravesando la parte delantera de la cabeza, ojos, y la punta de la boca. La segunda franja, cubre gran parte del "estandarte" y las primeras espinas de la aleta dorsal, cubriendo las aletas pectorales, hasta las aletas pelvianas. Y la tercera franja, más inusual en el género, que se une con la segunda en los primeros radios de la aleta dorsal, cubre la parte posterior del cuerpo, hasta las aletas anales.
Su cuerpo es aplanado y comprimido lateralmente. Tiene 10 espinas dorsales, entre 23 y 25 radios blandos dorsales, 3 espinas anales, y, entre 17 y 18 radios blandos anales.
Alcanza los 17 cm de largo.

## Hábitat y distribución
Esta especie se encuentra en zonas con crecimiento coralino, tanto en lagunas, como arrecifes exteriores. Suelen encontrarse en crestas superficiales de arrecifes, con algo de oleaje.
Su rango de profundidad es entre 1 y 25 m, pero lo usual es encontrarlos por debajo de los 15 m.
Viven en parejas o en agregaciones, formando "escuelas" de 20 a 30 individuos.
Su rango geográfico de distribución abarca el Indo-Pacífico, desde las islas Maldivas, India, Sri Lanka, Tailandia, las islas de Andaman y Nicobar, Sumatra, las islas Seribu, hasta el norte de Java. Es especie nativa de Bangladés; Birmania; India; islas de Andaman y Nicobar; Indonesia; Maldivas; Sri Lanka y Tailandia.

## Alimentación
Se nutre principalmente de zooplancton, cangrejos, gusanos y varios invertebrados bentónicos. Probablemente es un coralívoro facultativo.

## Reproducción
Es dioico y ovíparo, de fertilización externa, y en cada desove suelta entre 3.000 y 4.000 huevos a la corriente, que los traslada a la parte superior de la columna de agua. Son pelágicos. Forman parejas durante el ciclo reproductivo, pero no cuidan los alevines una vez nacidos.

## Mantenimiento
Son muy sensibles al amoniaco y al nitrito pero también lo son a pequeñas concentraciones de nitrato. Valores superiores a los 20 mg/litro pueden degenerar en casos de exoftalmia, normalmente en uno de sus ojos.
No son habituales en el comercio de acuariofilia, aunque la mayoría de los especímenes suelen estar habituados a alimentarse con mysis y artemia congelados. No obstante, en ocasiones, su mantenimiento con invertebrados presenta reservas, ya que aunque los Heniochus que podemos encontrar en el comercio, están aclimatados a la alimentación corriente: artemia, mysis, papillas, algas desecadas e incluso pienso o gránulos, no debemos olvidar que son peces mariposa. Por tanto, su mantenimiento con determinadas especies de corales, como clavularias, pachyclavularia, palythoa o similares, presenta ciertos riesgos. Es tolerante con el resto de compañeros de un acuario de arrecife.